# Polypogon australis
Polypogon australis är en gräsart som beskrevs av Adolphe-Théodore Brongniart. Polypogon australis ingår i släktet skäggrässläktet, och familjen gräs. Inga underarter finns listade i Catalogue of Life.

## Bildgalleri

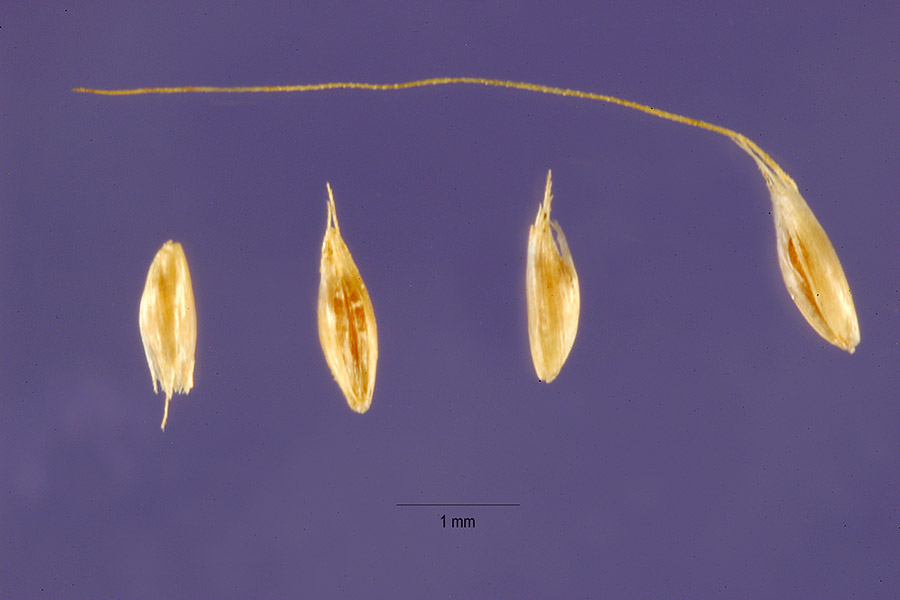